# Arichanna filipjevi
Arichanna filipjevi är en fjärilsart som beskrevs av Moltrecht 1933. Arichanna filipjevi ingår i släktet Arichanna och familjen mätare. Inga underarter finns listade i Catalogue of Life.